# Abrostola confusa
Abrostola confusa là một loài bướm đêm trong họ Noctuidae.